# Juan José Linz
Juan José Linz Storch de Gracia (Bonn, Alemania, 24 de diciembre de 1926 - New Haven, 1 de octubre de 2013) fue un sociólogo y profesor español de ciencia política en la Universidad de Yale.

## Biografía
De padre alemán y madre española, se trasladó con su madre de Alemania a España en 1932. Estudió escuela secundaria (bachillerato) en Madrid, se licenció en Derecho y Ciencias Políticas, Económicas y Comerciales en la Universidad Complutense de Madrid, con premio extraordinario fin de carrera en esta última. Amplió sus estudios con un doctorado en Sociología en la Universidad de Columbia de Estados Unidos en 1959. Su tesis doctoral fue dirigida por Seymour Martin Lipset y llevó por título, "The Social Basis of Political Parties in West Germany". En 1961 obtiene una plaza como profesor en esta universidad, iniciando una serie de investigaciones empíricas que van a ejercer una gran influencia en la sociología española de la época. Después de volver brevemente a España para iniciar el curso de la nueva Universidad Autónoma de Madrid, se trasladó a la Universidad de Yale en 1968, ejerciendo como profesor invitado en diferentes universidades como Berkeley, Stanford, Heildelberg, Múnich, Humboldt de Berlín y Florencia. 
Sus trabajos más conocidos versan sobre las teorías de los regímenes totalitarios y autoritarios, la quiebra de las democracias y las transiciones a regímenes democráticos. Se especializó en el análisis comparado, coordinó equipos para el análisis de varios países y trabajó intensivamente sobre el caso español.
Fue uno de los sociólogos y politólogos más reconocidos internacionalmente. Recibió doctorados honoris causa por las universidades de Granada (1976), Georgetown (1992), Autónoma de Madrid (1992), Marburgo (1992), Oslo (2000) y la Universidad del País Vasco (2002). En 1987 fue galardonado con el Premio Príncipe de Asturias de Ciencias Sociales. En 1996 recibió el premio Johan Skytte de ciencia política otorgado por la Universidad de Uppsala. Fue, además, miembro honorífico del Consejo Científico del Centro de Estudios Avanzados en Ciencias Sociales—un ente perteneciente a la Fundación Juan March especializado en la investigación política y sociológica—al que donó su archivo personal de prensa acerca de la Transición Española con un total 76 000 recortes de prensa de periódicos españoles de todas las tendencias sobre política y sociología, recogidos entre los años 1976 y 1987.
A pesar de tener orígenes y nacionalidad españoles por parte de su madre, hasta el año 2009 solamente una pequeña parte de sus trabajos habían sido traducidos al castellano. Algunas de sus contribuciones para la comprensión de la España contemporánea han aparecido como capítulos en libros colectivos anglosajones de análisis comparado e historiadores españoles como José Álvarez Junco han resaltado el valor de esas contribuciones para entender la inestabilidad política durante la II República española y los problemas de la integración nacional española. Entre los años 2009 y 2010 el Centro de Estudios Políticos y Constitucionales publicó sus obras completas traducidas.